# 東加古川ランプ
もしかして
- 加古川東ランプ

ではありませんか？